# Iglesia de San Felipe Neri (Valladolid)
La iglesia de San Felipe Neri es un templo católico de la ciudad de Valladolid (Castilla y León, España), situado en la calle de su mismo nombre. No es una iglesia parroquial sino que fue concebida como oratorio para la recién creada congregación de San Felipe Neri de sacerdotes seculares.
La iglesia contó en sus comienzos con otras dependencias necesarias para los quehaceres de dicha congregación, algunas de las cuales desaparecieron por exigencias urbanísticas de nuevos trazados en las calles de Valladolid que afectaron al inmueble.

## Antecedentes históricos

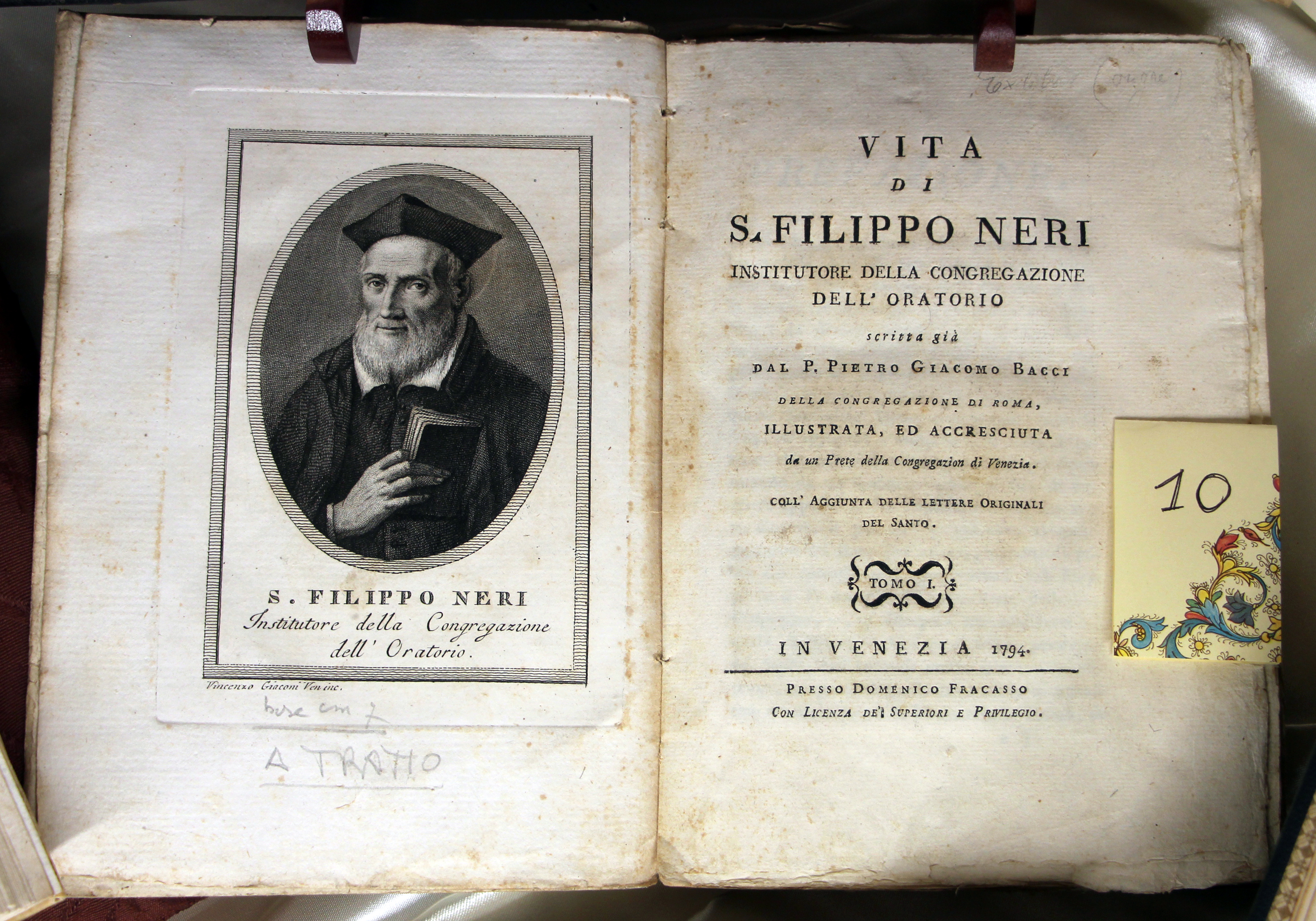
San Felipe Neri fundador de la Congregación del Oratorio

Un oratorio es un centro creado como lugar de encuentro para dialogar, oír música, practicar la lectura y comentar. A mediados del siglo XVI —entre 1554-1558— y por iniciativa de Felipe Neri se fundó en Roma la Congregación del Oratorio —Congregazione dell’Oratorio— compuesta por presbíteros seculares que sin pertenecer a ninguna orden religiosa vivían en comunidad. Este oratorio fue novedoso porque sus miembros eran sacerdotes seculares y porque las normas a seguir fueron muy especiales y bastante liberales y no se ajustaban a ninguna regla religiosa conocida. En un documento de Constituciones Felipe Neri pedía el respeto por los compañeros, la responsabilidad de los propios actos y mantener una convivencia aceptable. Escribió, «[que no existiera] ningún vínculo fuera del de la caridad y que cada miembro posea y retenga sus cosas, pero procure que no haya pleitos». Otro de sus deseos fue la independencia de las congregaciones que iban surgiendo, que tuvieran sus propias normas sin salirse del espíritu del oratorio, sin obligación de obedecer ni reportar a ninguna otra congregación.

## Historia del Oratorio de la Congregación de San Felipe Neri de Valladolid

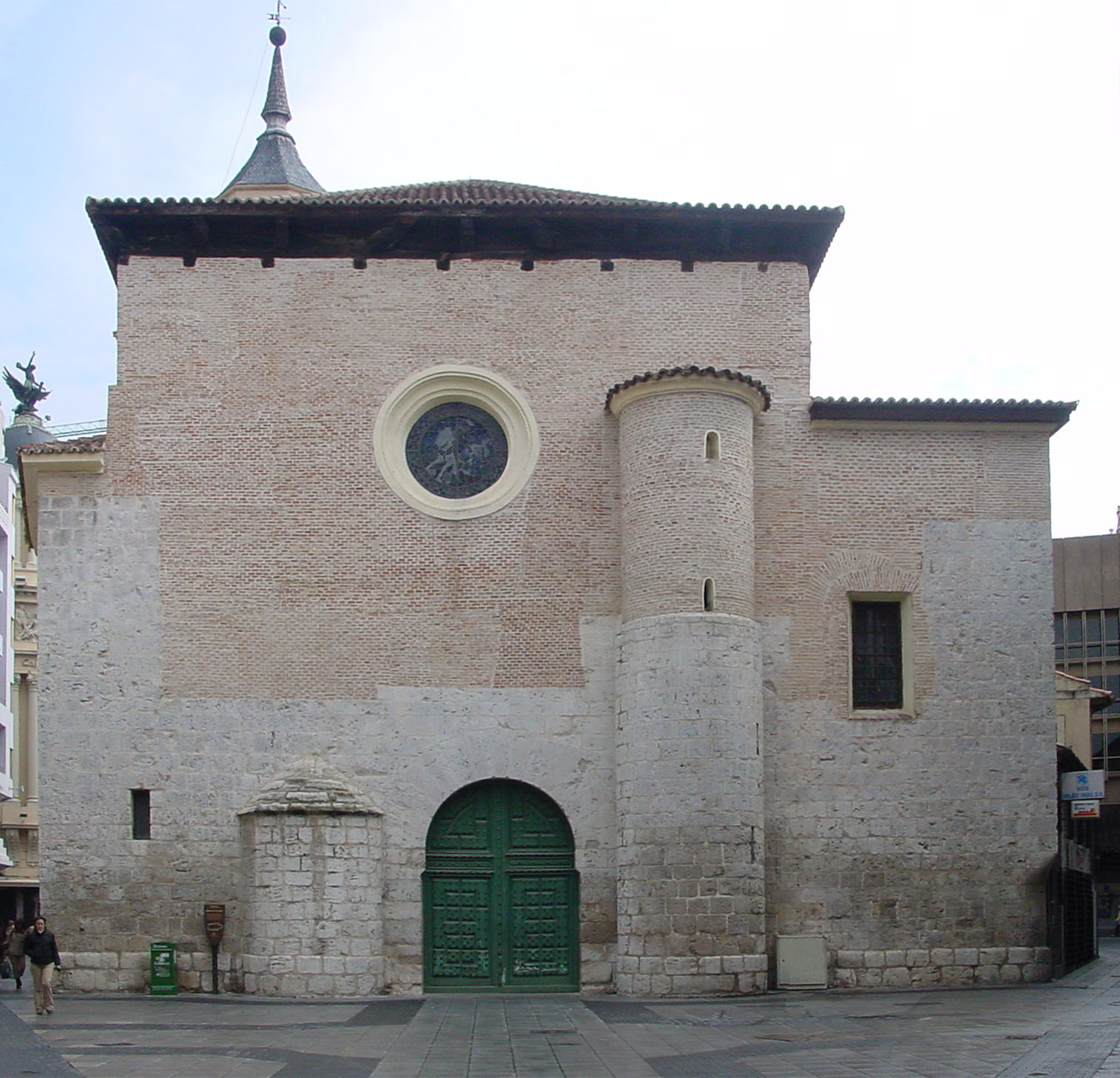
Fachada oeste de la iglesia de Santiago donde la Congregación tuvo sus primeras reuniones.

A mediados del siglo XVII surgió en Valladolid la necesidad de fundar una congregación para reunir el clero secular que no pertenecía ni al cabildo catedralicio ni a ninguna orden religiosa. Este colectivo estaba muy desamparado y muchos de los sacerdotes que atendían a las parroquias no contaban con una vivienda digna ni con medios suficientes para hacer frente a enfermedades y enterramientos. Así fue como se unieron en una congregación para la que se redactaron unas normas, una Constitución aprobada el 26 de febrero de 1645 por el obispo Gregorio de Pedrosa. Los primeros cabildos o reuniones tuvieron lugar en la parroquia de Santiago de Valladolid en una sala prestada por la cofradía de Ánimas y San Antonio Abad. En 1646 ya pudieron consagrar y colocar la imagen de su santo titular (Felipe Neri) en la misma iglesia de Santiago, en una capilla perteneciente al Hospital de Esgueva. Pero necesitaban más espacio para su propia casa y para el hospital de enfermos y para hospicio de peregrinos.
Tuvieron en primer lugar un posible mecenas en la persona de Juan Larrumbe pero las pretensiones que exigía a cambio fueron aumentando excesivamente y las negociaciones terminaron sin éxito.
El pintor vallisoletano Diego Valentín Díaz fue muy generoso en sus ofertas: les ofreció una iglesia ya construida en la Puerta del Campo que estaba dedicada a una institución creada por él que se conocía como Niñas huérfanas. Otra concesión fue nombrar a la congregación como legítima heredera de sus bienes que eran muchos. Les ofreció además un conjunto de siete casas junto a la iglesia que podían arreglar y organizar para enfermería y hospedaje de sacerdotes pobres. En compensación el pintor pedía que la congregación se comprometiera a alimentar y cuidar a las niñas huérfanas, a no colocar su santo titular en lugar preferente, a mantener su tribuna (la del pintor) en la iglesia y a recibir a su muerte los oficios religiosos pertinentes. No era la intención de la congregación ocuparse de estos menesteres «ministerios pueriles» que se apartaban de sus necesidades por lo que declinó el ofrecimiento.
En la calle de Teresa Gil había unas casas ruinosas, propiedad de Isidro de Silva Mendoza Portugal y Carvajal (que sería el segundo marqués de Orani). La congregación se puso en contacto con este personaje probablemente por mediación de los frailes franciscanos y previo pagó de 1.000 ducados y el compromiso de unas misas al año más la necesaria autorización del rey, obtuvieron el solar donde edificaron la iglesia y repararon las casas viejas, especialmente los tejados; en ellas organizaron la sala, el oratorio, el hospital. En dos años terminaron las obras y el 20 de octubre de 1658 pudieron trasladar el santo titular desde la iglesia de Santiago a este nuevo templo.
La Congregación sigue existiendo en el siglo XXI así como su iglesia del siglo XVIII y algunas dependencias adjuntas pese a que se vieron mermadas por causa del trazado de nuevas calles en su entorno.

## Conjunto arquitectónico
La construcción comenzó el 18 de mayo de 1675; se puso la primera piedra en el lugar del crucero, en la basa de una de las pilastras. En 1683, el 24 de julio tuvo lugar la bendición del templo y al mes siguiente ya se colocó el Santísimo en el altar mayor.
En 1706 se reformó la fachada que es la que ha subsistido a lo largo del tiempo. Se encargó de la obra el maestro de cantería Diego Hernando que utilizó piedra de Campaspero, ladrillo y mampostería en los entrepaños. Es un diseño muy sobrio con influencia herreriana.
Está compuesta por dos cuerpos y rematada por frontón partido y rematado por bolas, adorno que se considera arcaizante si se tiene en cuenta lo avanzado de la fecha (1710).
En el segundo cuerpo se abre una ventana. A ambos lados de la puerta y de la ventana resaltan las pilastras toscanas. En los laterales se elevan otros dos cuerpos que rematan en torrecilla con huecos para las campanas; el acabado son frontones adornados también con bolas.
La planta es rectangular con una nave central y a los lados capillas entre contrafuertes que se comunican unas con otras. El crucero es muy amplio y lo cubre una gran cúpula ciega sobre pechinas. Por detrás del presbiterio está la sacristía y la antesacristía que a su vez se comunica con el oratorio, sala capitular y dependencias de los sacerdotes.
Las dependencias sacerdotales quedaron disminuidas a partir de la apertura de la calle Regalado, especialmente el claustro o patio cuyos restos arqueológicos se descubrieron y rehabilitaron en los últimos años del siglo XX.

Imágenes descriptivas
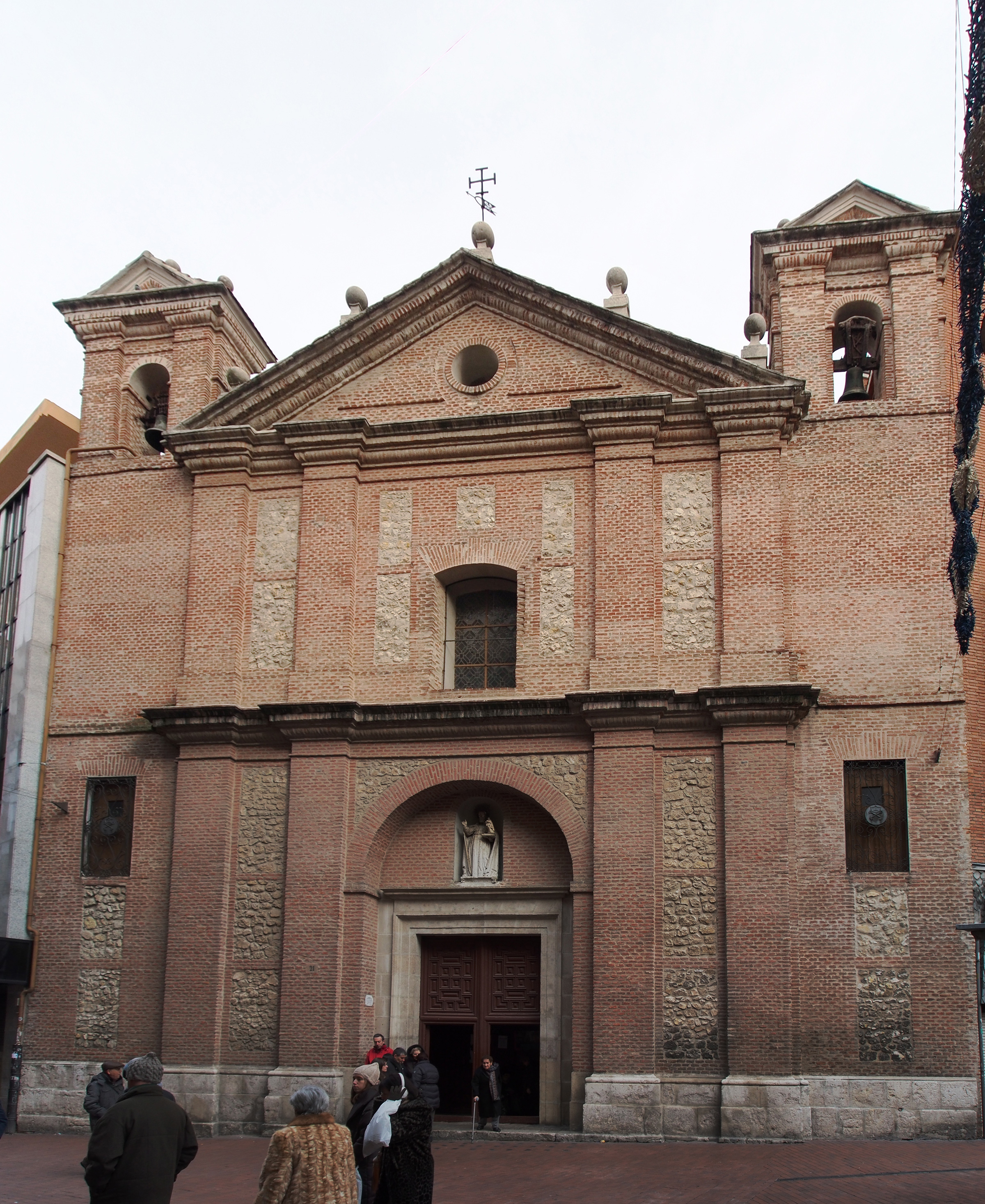
Fachada
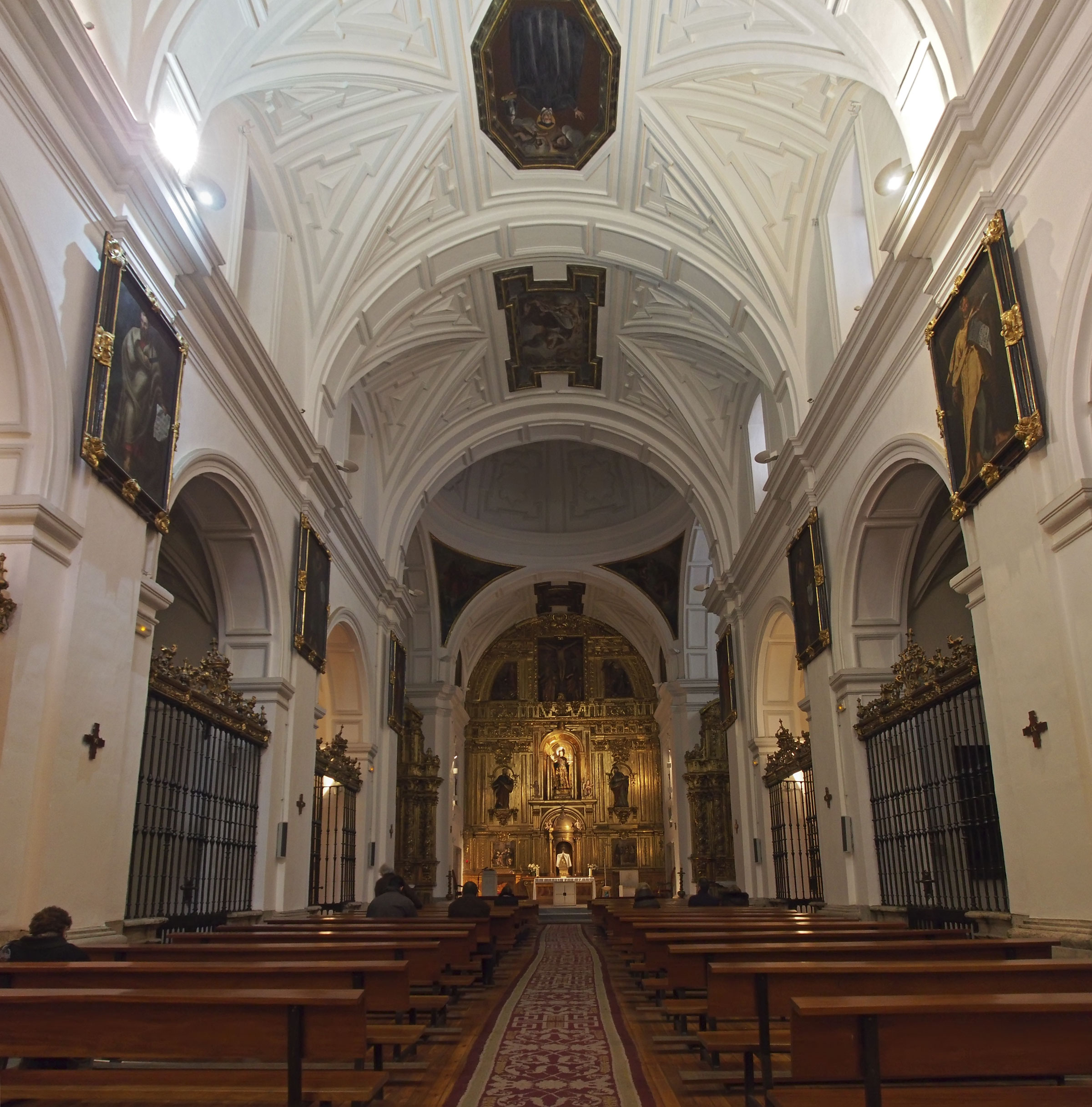
Interior de la iglesia de San Felipe Neri
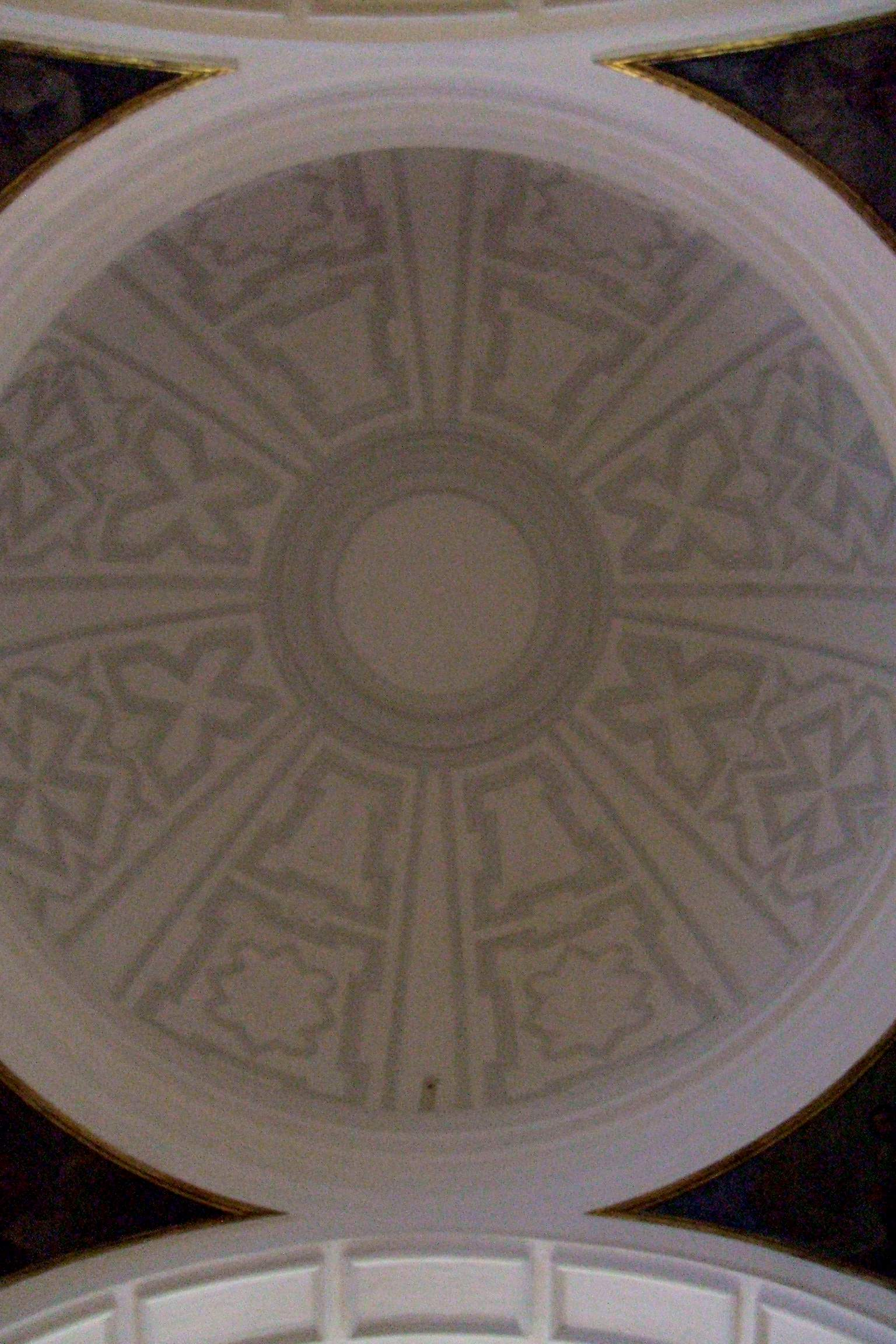
Gran cúpula ciega
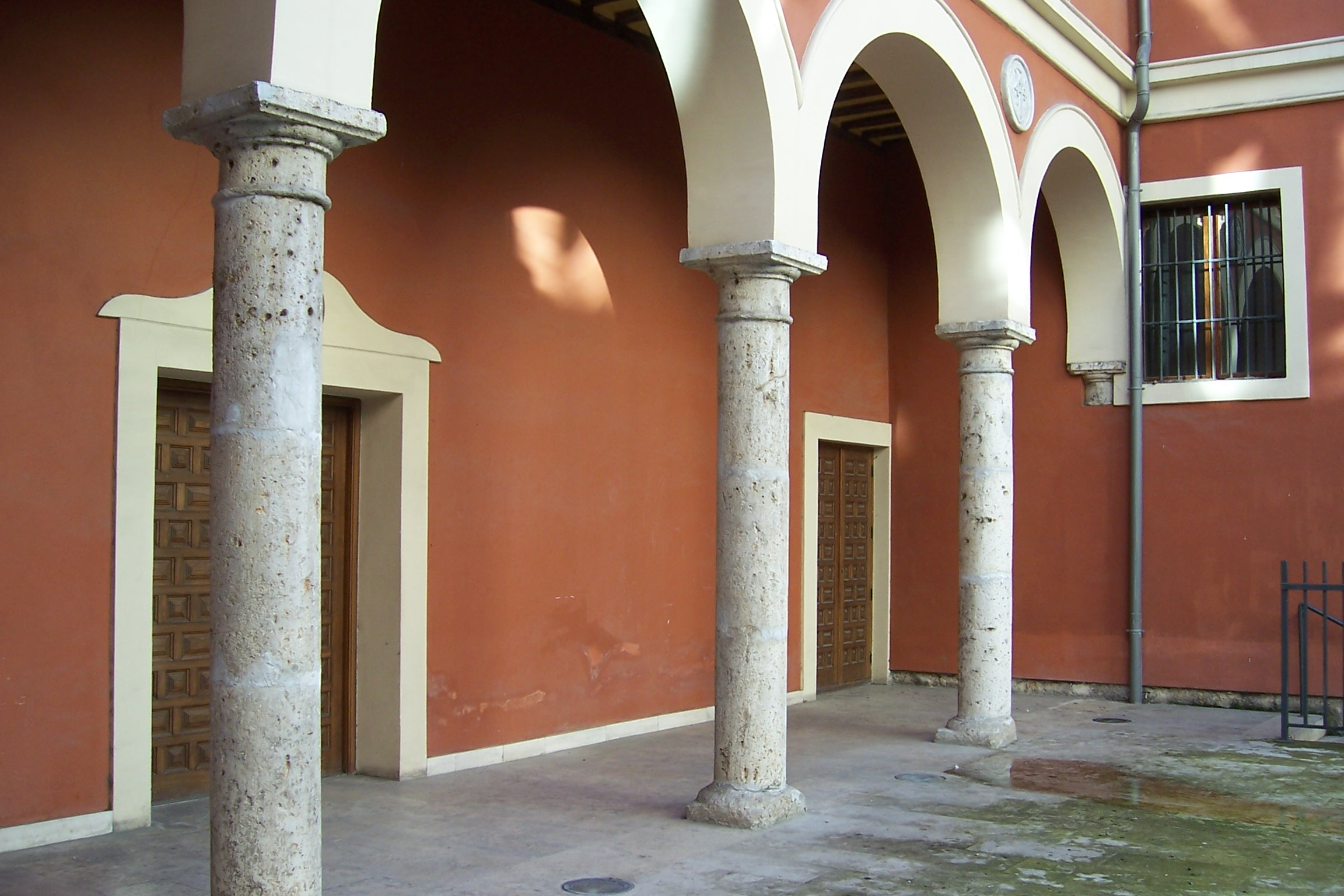
Restos del patio vistos desde la calle Regalado

## Los retablos

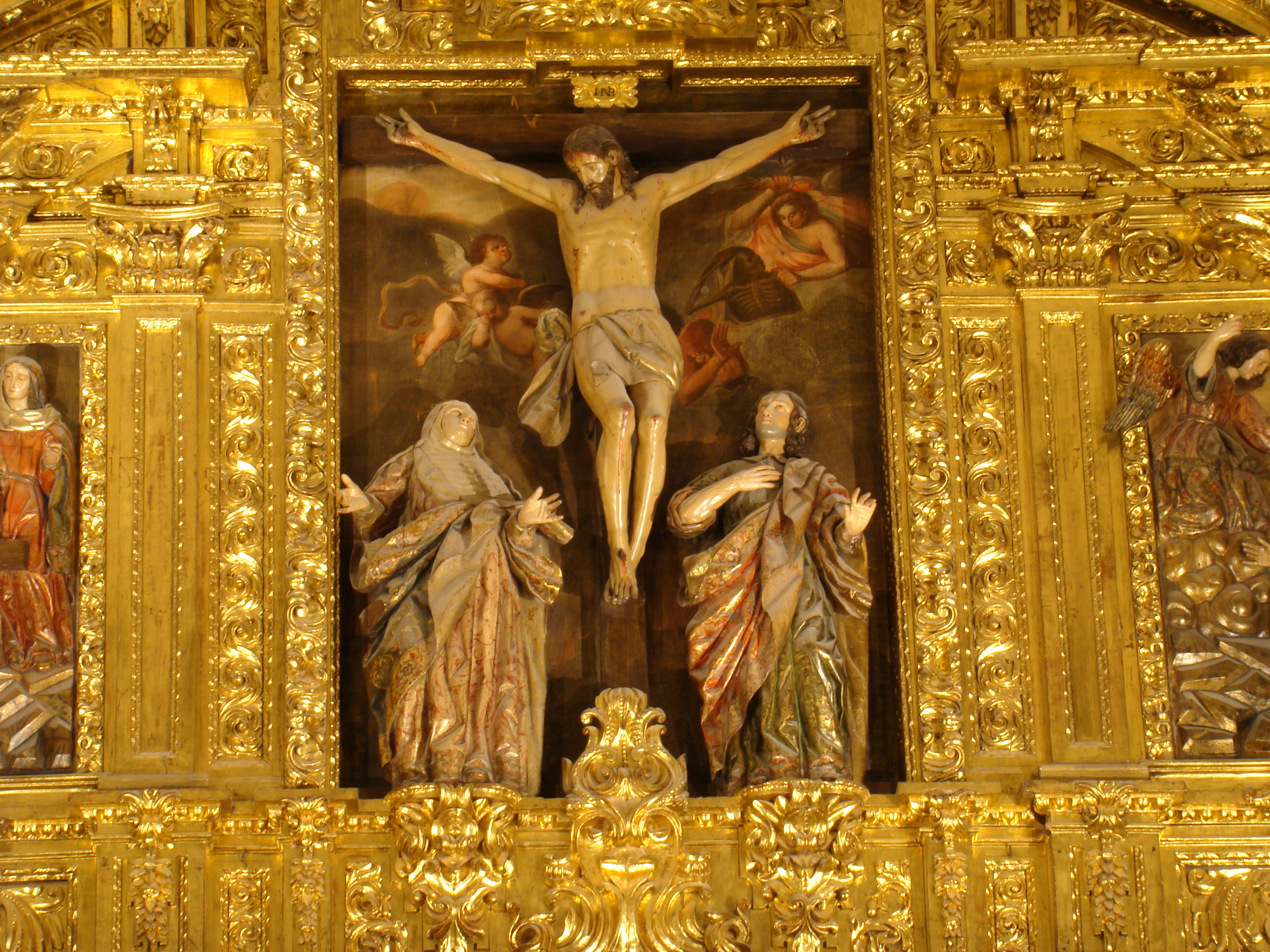
Calvario del retablo mayor, escultura de Juan de Ávila

El ensamblador Francisco Villota fue el encargado de hacer no solo el retablo mayor sino los otros seis de las capillas laterales así como el monumento de Jueves Santo. Villota contrató como ayudante a los tallistas José Barroso de Ribera y Alonso Carnicero. La obra resultó del agrado de la Congregación que pagó en 1721 doce doblones a Villota y dos doblones a los oficiales. El artista Manuel Barreda y Lombera se encargó del dorado de los seis retablos laterales y de la pintura de las rejas.
En los trabajos de escultura de la iglesia aparecen documentados Juan de Ávila y su hijo Pedro de Ávila, de quien destaca una Inmaculada. Juan de Ávila realizó obras para los retablos del crucero, de otras capillas y del retablo mayor. Para este último hizo la imagen de San Felipe Neri, el Calvario y los relieves de la Verónica, la Oración del Huerto, Jesús y San Pedro, Cristo con el fariseo y la pecadora.